# Zelotes bajo
Espèce
Zelotes bajo est une espèce d'araignées aranéomorphes de la famille des Gnaphosidae.

## Distribution
Cette espèce est endémique du Guerrero au Mexique,.

## Description
La femelle holotype mesure 4,45 mm.

## Étymologie
Son nom d'espèce lui a été donné en référence au lieu de sa découverte, Lo Bajo.

## Publication originale
- Platnick & Shadab, 1983 : A revision of the American spiders of the genus Zelotes (Araneae, Gnaphosidae). Bulletin of the American Museum of Natural History, no 174, p. 97-192 (texte intégral).